# Павловаць (Слунь)
45°11′ пн. ш. 15°32′ сх. д. / 45.18° пн. ш. 15.54° сх. д.
Павловаць (хорв. Pavlovac) — населений пункт у Хорватії, у Карловацькій жупанії у складі міста Слунь.

## Населення
Населення за даними перепису 2011 року становило 35 осіб.
Динаміка чисельності населення поселення: